# 小林珍雄
小林 珍雄（こばやし よしお、1902年3月2日 - 1980年4月10日）は、キリスト教学者、上智大学名誉教授。

## 経歴
1902年、神奈川県で生まれた。東京帝国大学を卒業。岩下壮一の影響を受けて、1931年に洗礼を受けた。1938年より上智大学教授。1954年より同経済学部長を務めた。1961年には上智学院理事となった。
1962年の第6回参議院議員通常選挙に全国区から自由民主党公認で立候補したが落選した。

## 研究内容・業績
専門はキリスト教学で、多くの著作、翻訳を行った。『カトリック大辞典』編集委員。

## 著作
著書
- 『布教と文化』甲鳥書林(東亜研究叢書) 1943
- 『ヴァチカン市国』中央出版社 1946
- 『不安と再建：カトリシズムの立場』角川書店 1948
- 『宗教と政治』改造社 1949
- 『法王庁と国際政治』岩波新書 1949
- 『神学入門』 東京生活社(民族教養新書) 1954
- 『神と人間：神学入門』中央出版社(ユニヴァーサル文庫) 1957
- 『岩下神父の生涯』(岩下壮一全集 別冊) 中央出版社 1961
  - 復刻 大空社 1988
- 『法王庁』岩波新書 1966

共編著
- 『キリスト教用語辞典』編、東京堂 1954
- 『現代生活倫理講座』(全7巻) ヘルムート・エルリンハーゲン（ドイツ語版）共編、春秋社 1957-1958
- 『キリスト教百科事典』ヘルデル代理店・エンデルレ書店 1960

訳初
- 『現代社会は何処へ行くか：奴隷国家の復活』ヒレール・ベロック著、カトリック研究社 1930
- 『カトリック教会と哲学』ヴィンセント・マックナッブ著、カトリック研究社 1933
- 『制度の哲学』G.ルナール著、栗田書店(新世界観輯系) 1941
- 『社会法則』ガブリエル・タルド著、創元社(哲学叢書) 1943
- 『現代思潮』ヨハネス・ヘッセン（ドイツ語版）著、エンデルレ書店 1943
- 『回教の経済倫理』ヨハネス・クラウス著、明治書房 1944
- 『聖トマス・アクイナスの文化哲学』マルティン・グラープマン（英語版）著、中央出版社 1944
- 『中世経済倫理序説』クラウス著、伊藤書店(翻訳学術論叢) 1944
- 『現代宗教作家論』カール・プレーゲル著、甲鳥書林(現代カトリック文芸叢書 6) 1942
- 『断頭台下の最後の女』G・V・ル・フォル（英語版）著、甲鳥書林(現代カトリック文芸叢書 5) 1942
  - 文庫化 中央出版社(ユニヴァーサル文庫 5) 1957
- 『近代思想と基督教』ハインリヒ・デュモリン著、戸川敬一共訳、エンデルレ書店 1947
- 『神学人生論：神学と思想の健全』フランシス・ジョゼフ・シード（英語版）著、警醒社書店 1949
- 『人生地図：カトリック人生案内』F.J.シード著、エンデルレ書店 1949
- 『哲学の慰め』ボエティウス著、春秋社(大思想選書) 1949
- 『ソ連生活三十年』フランシスク・ボルネ著、創元社 1949
- 『カトリック社会政策』ロベール・コタン著、中央出版社 1951
- 『戦争と正義』P.ヘルツォグ著、創文社(ソフィア叢書) 1955
- 『論理学要説 真理の問題』 ヨゼフ・ロゲンドルフ著、神山四郎共訳、エンデルレ書店 1955
- 『責任論：個人的道徳責任・その条件と制限』H.エルリンハーゲン著、創文社(ソフィア叢書) 1956
- 『現代の実践倫理』H.エルリンハーゲン著、春秋社 1956
- 『共産主義と人間』J・M・ボヘンスキー（英語版）著、ヴェリタス書院 1957
- 『アデナウアー』ロベール・ダルクール（英語版）著、森の道社(政治倫理叢書) 1958
- 『フランス哲学者の見たアメリカ』ジャック・マリタン著、荒地出版社 1958
- 『ピオ十世の小さき花』ミシェル・フォンベル著、中央出版社 1958
- 『返金奇談・貧乏療法』フランソア・コペ著、中央出版社(ユニヴァーサル文庫) 1959
- 『ヨハネ二十三世・新教皇伝』ラッツァリニ著、エンデルレ書店 1959
- 『婚約と新婚：新郎のために』デュフォワイエ著、中央出版社(家庭文庫) 1960
- 『婚約と新婚：新婦のために』デュフォワイエ著、中央出版社 1960
- 『結婚：婚期をひかえた娘たちのために』デュフォワイエ著、中央出版社(家庭文庫) 1960
- 『結婚：青年のために』デュフォワイエ著、中央出版社(家庭文庫) 1960
- 『わが子の人生手引』デュフォワイエ著、中央出版社(家庭文庫) 1960
- 『ママに知らせたい児童の心理』デュフォワイエ著、中央出版社(家庭文庫) 1960
- 『娘に知らせたい青年の性格と心理』デュフォワイエ著、中央出版社 1960
- 『青年に知らせたい娘の性格と心理』デュフォワイエ著、中央出版社(家庭文庫) 1960
- 『ママに知らせたい息子の心理』デュフォワイエ著、中央出版社 1960
- 『ママに知らせたい娘の心理』デュフォワイエ著、中央出版社(家庭文庫) 1960
- 『夫婦生活のあけくれ』デュフオワイエ著、中央出版社(家庭文庫) 1960
- 『母性 出産の神秘』デュフォワィエ著、中央出版社(家庭文庫) 1960
- 『夫婦の関係 夫のために』デュフォワイエ著、中央出版社(家庭文庫) 1960
- 『看護婦：その現代的使命』ボアジュロ著、中央出版社(家庭文庫) 1960
- 『夫婦の関係：妻のために』デュフォワイエ著、中央出版社(家庭文庫) 1961
- 『なんのための宗教か：神信仰の自然的基礎』ヨゼフ・デ・フリーズ（ドイツ語版）著、エンデルレ書店 1962
- 『キリストを知るために』フランシス・ジョゼフ・シード（英語版）著、エンデルレ書店 1963
- 『パウロ六世 新教皇伝』ラツツアリニ著、エンデルレ書店 1963
- 『現代の聖人とは?』トーマス・マートン著、エンデルレ書店 1964
- 『現代に生きるキリスト教』カール・ラーナー著、エンデルレ書店(ヘルデル文庫) 1965
- 『ヨハネ二十三世魂の日記』ヨハネ23世著、エンデルレ書店 1965
- 『第二バチカン公会議 あらたな事始め』カール・ラーナー著、エンデルレ書店 1966
- 『この世界を愛する信仰』カール・ラーナー著、エンデルレ書店(ヘルデル文庫) 1967
- 『第二バチカン公会議公文書解説』カール・ラーナー,ヘルベルト・フォルクリムラ（英語版）著、エンデルレ書店 1967
- 『ヨハネ二十三世わが祈りの日々』ハインリヒ・バハト編、エンデルレ書店 1967
- 『教会聖職の真義について』カール・ラーナー著、エンデルレ書店 1967
- 『法王パウロ六世との対話』ジャン・ギトン（英語版）著、エンデルレ書店 1968
- 『回勅フマーネ・ヴィテ：異論の的』フォン・ヒルデブランド著、エンデルレ書店 1969
- 『神信仰の心理：告白文学による』ゲオルク・ズィークムント著、エンデルレ書店 1969
- 『現代人への教書：キリストと現代良心のドラマ』ローマ法王パウロ6世著、エンデルレ書店 1969
- 『相愛こそ唯一の真理：ラウル・フォルロー』エンデルレ書店 1970
- 『ビジネス・モラル』Thomas M.Garrett著、丸善 1972
- 『ヨハネ二十三世故郷への便り：1901-1962』エンデルレ書店 1972
- 『人間復興の道：ミシェル・クオスト』エンデルレ書店 1973
- 『キリスト教入門』ヨゼフ・ラッチンガー著、エンデルレ書店 1973、再版1991
- 『新しい信仰の本：キリスト教新全書』ファイナー、フィッシャー共編 エンデルレ書店 1975
- 『神の子イエス：出合いと信仰』オイゲン・ヴァイラー（英語版）著、エンデルレ書店(カラー・ブック) 1975
- 『祈りは飢えである』エドワード・ファレル著、エンデルレ書店 1976
- 『アッシジの人：聖フランシスコとその世界』ワルター、ニッグ著、エンデルレ書店 1976
- 『聖霊降臨運動：カトリック教会における』エドワード・オコーナー著、エンデルレ書店 1976
- 『天にのぼるはしご』ハンス・ペーター・ホフマン著、エンデルレ書店 1977.10
- 『よろこびを忘れないで』フィル・ボスマンス著、エンデルレ書店 1977
- 『罪という概念について』ヨゼフ・ピーパー著、エンデルレ書店 1978
- 『新しい生命の神秘』P.デュフォワイエ著、中央出版社(家庭文庫) 1978
- 『イグナチオ・デ・ロヨラ』エンデルレ書店 1978
- 『町のなかの砂漠：どこででも神と語れる』カルロ・カレット著、エンデルレ書店 1979
- 『聖ベルナデット：帰天百周年記念』アンドレ・ラヴィエ著、エンデルレ書店 1979
- 『心の糧：裂かれたパンとして』G.ヴァン・ブレーメン著、エンデルレ書店 1979
- 『リジューのテレジア』フランソワ・シックス著、エンデルレ書店 1980
- 『マリア：救い主の母・同伴者』F・M・ヴィラム（ドイツ語版）著、エンデルレ書店 1980
- 『反対をうけるしるし：ヨハネ・パウロⅡ世 バチカンでの黙想会説教』エンデルレ書店 1980
- 『ヨハネ・パウロⅡ世：友人の語れるカロル・ヴォイティワ伝』M・マリンスキ（英語版）著、エンデルレ書店 1981

## 資料
- 「還暦記念論文集(昭和37年12月)以後における小林珍雄名誉教授(昭和55年4月10日没)業績目録」『上智経済論集』27-1, 1980年, 74-75頁.
- 「名誉教授訪問記　小林珍雄先生」武市英雄『ソフィア:西洋文化ならびに東西文化交流の研究』28, 1979年, 134-135頁.PDF
- 日本人名大事典（平凡社）
- 『国政選挙総覧：1947-2016』日外アソシエーツ、2017年。